# Giặt ủi

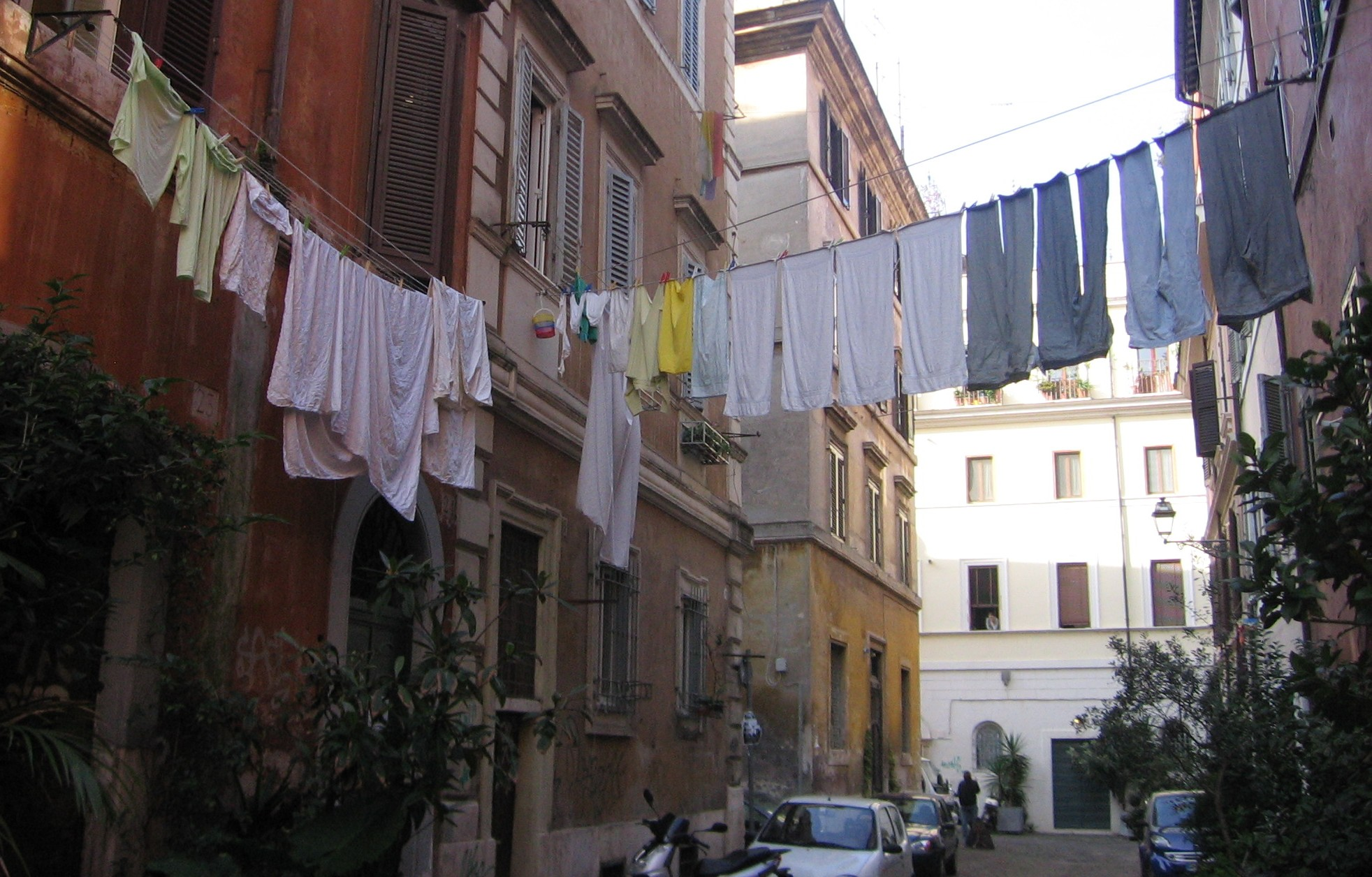
Quần áo đang phơi khô trên một con phố ở Ý.

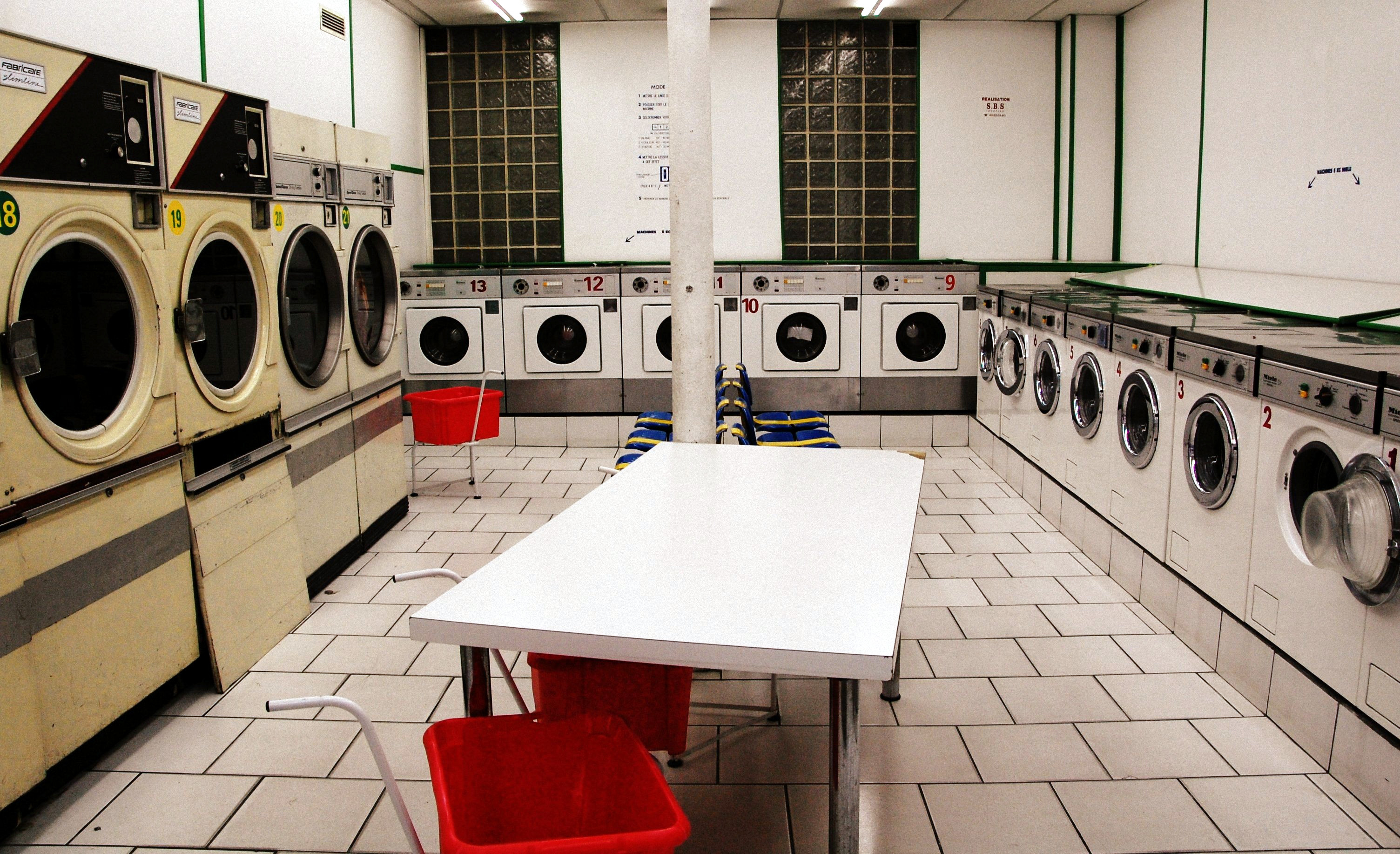
Một tiệm giặt tự động ở Paris.

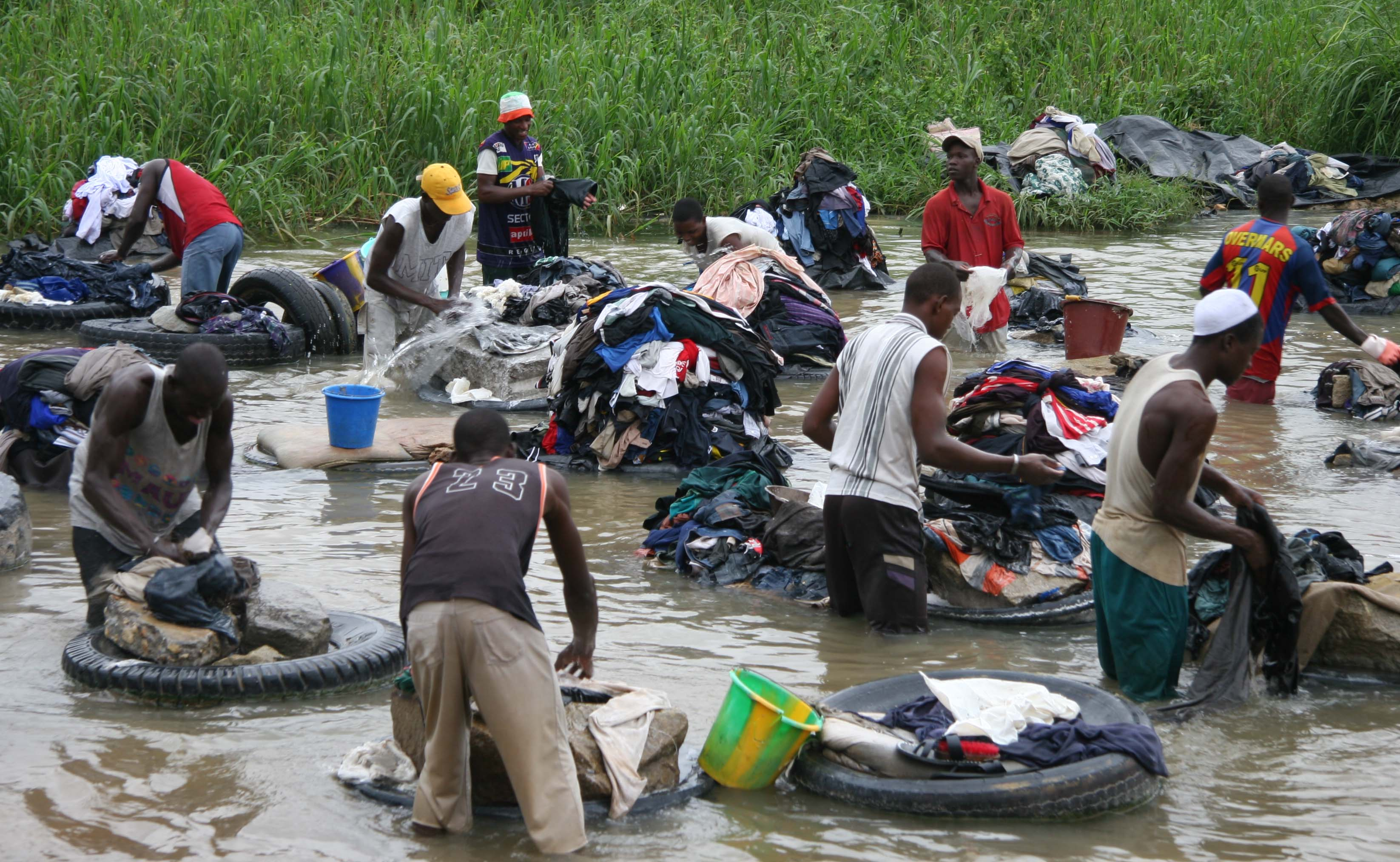
Người dân giặt quần áo bên sông ở Abidjan vào năm 2006.

Giặt ủi là quá trình làm sạch quần áo, bao gồm cả phơi khô và ủi (là). Công việc này đã tồn tại từ rất lâu, khi con người bắt đầu mặc quần áo, và mỗi nền văn hóa có phương pháp giặt ủi khác nhau. Điều này đã trở thành một chủ đề nghiên cứu trong nhiều lĩnh vực học thuật.. Trước đây, giặt ủi thường là công việc do phụ nữ đảm nhận ở nhiều nơi trên thế giới, và họ được gọi là thợ giặt. Cuộc Cách mạng công nghiệp đã mang đến các thiết bị như máy giặt và máy sấy quần áo, giúp cho việc giặt ủi trở nên dễ dàng hơn rất nhiều. Ngày nay, giặt ủi có thể diễn ra tại nhà hoặc qua các dịch vụ giặt ủi bên ngoài, tương tự như việc nấu ăn hay chăm sóc gia đình.. Từ "giặt ủi" có thể dùng để chỉ quần áo cần giặt hoặc nơi giặt. Nhiều gia đình có phòng giặt riêng, trong khi các chung cư hoặc ký túc xá thường có khu giặt chung. Các tiệm giặt tự động (launderette ở Anh hoặc laundromat ở Mỹ) là nơi mọi người có thể tự mang quần áo đến giặt.